# Puente de la Maquinilla (Sama)
El puente de la Maquinilla es un antiguo puente ferroviario sobre el río Nalón, hoy peatonal, ubicado en Sama (Asturias, España).

## Historia
En 1862 se construye la línea de Hermanos Herrero para unir mediante raíles diferentes explotaciones del Valle del Nalón. En 1884 se abandona la tracción a sangre y se incorpora la locomotora de vapor. Este puente fue construido antes de 1892, fecha en la que ya se tiene constancia de éste. En 1902 la empresa minera que lo explota es absorbida por Duro Felguera. El tren minero llevaba el carbón hasta la Compañía de Asturias en La Felguera. 
Fue abandonado en 1970 y en 1973 pasa a ser propiedad municipal, comenzando su uso como pasarela peatonal.
Su nombre se debe al hecho de que las máquinas que movían estos ferrocarriles mineros, eran   grandes líneas de pasajeros y mercancías con las que cotaba el concejo, el Norte (propietaria de la línea Soto de Rey-El Entrego) y el Ferrocarril de Langreo (hoy Renfe Cercanías AM). 

## Descripción
Se trata de un puente metálico formado por una malla reticulada, de perfiles de hierro laminado, unidos por roblones. Tiene una luz de 88 metros. Tiene dos puntos de apoyo sobre el lecho del río construidos con mampostería de hormigón. 
Aunque la pasarela fue reparada hace unos años, la estructura metálica del puente presenta un mal estado de conservación. 